# Trastevere
Trastevere är en stadsdel i västra Rom, tillika ett av Roms rioni. Namnet ”Trastevere” kommer från den latinska benämningen ”Trans Tiberim” — ’på andra sidan Tibern’. Trastevere var redan under antiken en tätbefolkad stadsdel och omfattades av den aurelianska muren. Under medeltiden var bebyggelsen begränsad till en smal remsa närmast floden Tibern; innanför den bredde kloster och vingårdar ut sig.

## Beskrivning
Trastevere, som i stort sett har bibehållit sitt medeltida gatunät, består av pittoreska gator, gränder och torg (piazzor). Karakteristisk är Piazza de' Renzi med dess omgivande bebyggelse. I Trastevere återfinns flera intressanta kyrkor, bland annat Roms, enligt uppgift, äldsta Maria-kyrka, Santa Maria in Trastevere med vackra absidmosaiker samt San Pietro in Montorio med Bramantes Tempietto. 
I norra Trastevere är Villa Farnesina belägen. Drottning Kristina residerade i Palazzo Corsini i Trastevere.

## Kyrkor
- Sant'Agata in Trastevere
- Sant'Antonio Maria Zaccaria
- San Benedetto in Piscinula
- San Callisto
- Santa Cecilia in Trastevere
- San Cosimato
- San Crisogono
- Santa Croce delle Scalette
- Sacro Cuore di Gesù a Villa Lante
- Santa Dorotea
- Sant'Egidio
- Santa Francesca Romana a Ponte Rotto
- San Francesco a Ripa
- San Gallicano
- San Giacomo alla Lungara
- San Giosafat al Gianicolo
- San Giovanni Battista dei Genovesi
- San Giovanni della Malva
- San Giuseppe alla Lungara
- Santa Margherita in Trastevere
- Santa Maria Addolorata in Trastevere
- Santa Maria del Buon Viaggio
- Santa Maria in Cappella
- Santa Maria Immacolata
- Santa Maria della Luce
- Santa Maria dell'Orto
- Santa Maria del Ritiro al Gianicolo
- Santa Maria del Rosario
- Santa Maria della Scala
- Santa Maria dei Sette Dolori
- Santa Maria in Trastevere
- Santa Maria della Visitazione e San Francesco di Sales
- San Michele a Ripa
- Sant'Onofrio
- Conservatorio di San Pasquale Baylon
- San Pietro in Montorio
- Santi Quaranta Martiri e San Pasquale Baylon
- Sante Rufina e Seconda

### Dekonsekrerade kyrkor
- Sant'Andrea dei Vascellari
- Sant'Antonio di Padova in Montorio
- Santa Maria della Clemenza
- Santa Teresa del Bambin Gesù
- Oratorio di Vicolo del Cedro

### Rivna kyrkor
- Sant'Angelo in Gianicolo
- Sant'Apollonia
- Oratorio della Beata Vergine del Carmine
- Santa Bonosa
- Sant'Edmondo
- Sant'Eligio dei Sellari
- Oratorio di San Giovanni della Malva
- Immacolata Concezione
- San Leonardo in Settignano
- Santa Maria della Concezione alla Lungara
- Santa Maria Maddalena nell'Ospedale dei Pazzi
- Santa Maria Regina Coeli alla Lungara
- Santa Maria in Turri
- San Salvatore de Pede Pontis
- Santo Stefano in Rapignanu
- Oratorio dei Santi Teresa e Carlo

## Piazzor i urval
- Piazza Sant'Egidio
- Piazza Santa Maria in Trastevere
- Piazza della Scala
- Piazza San Callisto
- Piazza Mastai
- Piazza San Cosimato
- Piazza de' Renzi
- Piazza Sidney Sonnino
- Piazza Giuseppe Gioachino Belli
- Piazza Trilussa

## Gator och gränder
- Lungotevere degli Alberteschi
- Lungotevere degli Anguillara
- Via Anicia
- Via C. Antonietti
- Via dell'Arco de' Tolomei
- Via dell'Arco di San Calisto
- Via Ascianghi
- Vicolo dell'Atleta
- Via G.G. Belli
- Via Benedetta
- Via A. Bertani
- Vicolo del Bologna
- Salita del Bosco Parrasio
- Via della Botticella
- Vicolo del Buco
- Salita del Buon Pastore
- Via Calandrelli
- Vicolo del Canale
- Via F. Casini
- Vicolo del Cedro
- Vicolo del Cinque
- Via del Cipresso
- Via della Cisterna
- Via Corsini
- Via Dandolo
- Via J. de' Settesoli
- Via N. Del Grande
- Via N. Fabrizi
- Lungotevere della Farnesina
- Via dei Fienaroli
- Via B. Filipperi
- Via della Fonte d'Olio
- Via delle Fratte di Trastevere
- Vicolo della Frusta
- Viale M. Fuller Ossoli
- Scalea B. Galletti
- Via B. Galletti
- Via G. Garibaldi
- Via dei Genovesi
- Via della Gensola
- Lungotevere Gianicolense
- Passeggiata del Gianicolo
- Via del Gianicolo
- Viale Glorioso
- Via Gerolamo Induno
- Via Augusto Jandolo
- Via A. Klitsche
- Viale A. Leducq
- Vicolo del Leopardo
- Via della Luce
- Vicolo della Luce
- Salita della Lungara
- Via della Lungara
- Via della Lungaretta
- Via della Lungarina
- Via della Madonna dell'Orto
- Via G. Mameli
- Via L. Manara
- Via delle Mantellate
- Via dei Marescotti
- Via Cardinale Marmaggi
- Via L. Masi
- Via A. Masina
- Via del Mattonato
- Vicolo del Mattonato
- Vicolo di Mazzamurelli
- Via G. Medici
- Via Cardinal Merry Del Val
- Via F. Minutilli
- Via G. Modena
- Rampa di Monte Aureo
- Via di Monte Fiore
- Via del Moro
- Vicolo Moroni
- Via E. Morosini
- Viale P. Narducci
- Via dell'Olmetto
- Via degli Orti d'Alibert
- Via della Paglia
- Via dei Panieri
- Vicolo dei Panieri
- Viale del Parco di Villa Corsini
- Via T. Pateras
- Via della Pelliccia
- Via della Penitenza
- Vicolo della Penitenza
- Via P. Peretti
- Vicolo del Piede
- Via in Piscinula
- Via del Politeama
- Via di Ponte Sisto
- Via di Porta Portese
- Via di Porta San Pancrazio
- Via di Porta Settimiana
- Via del Porto

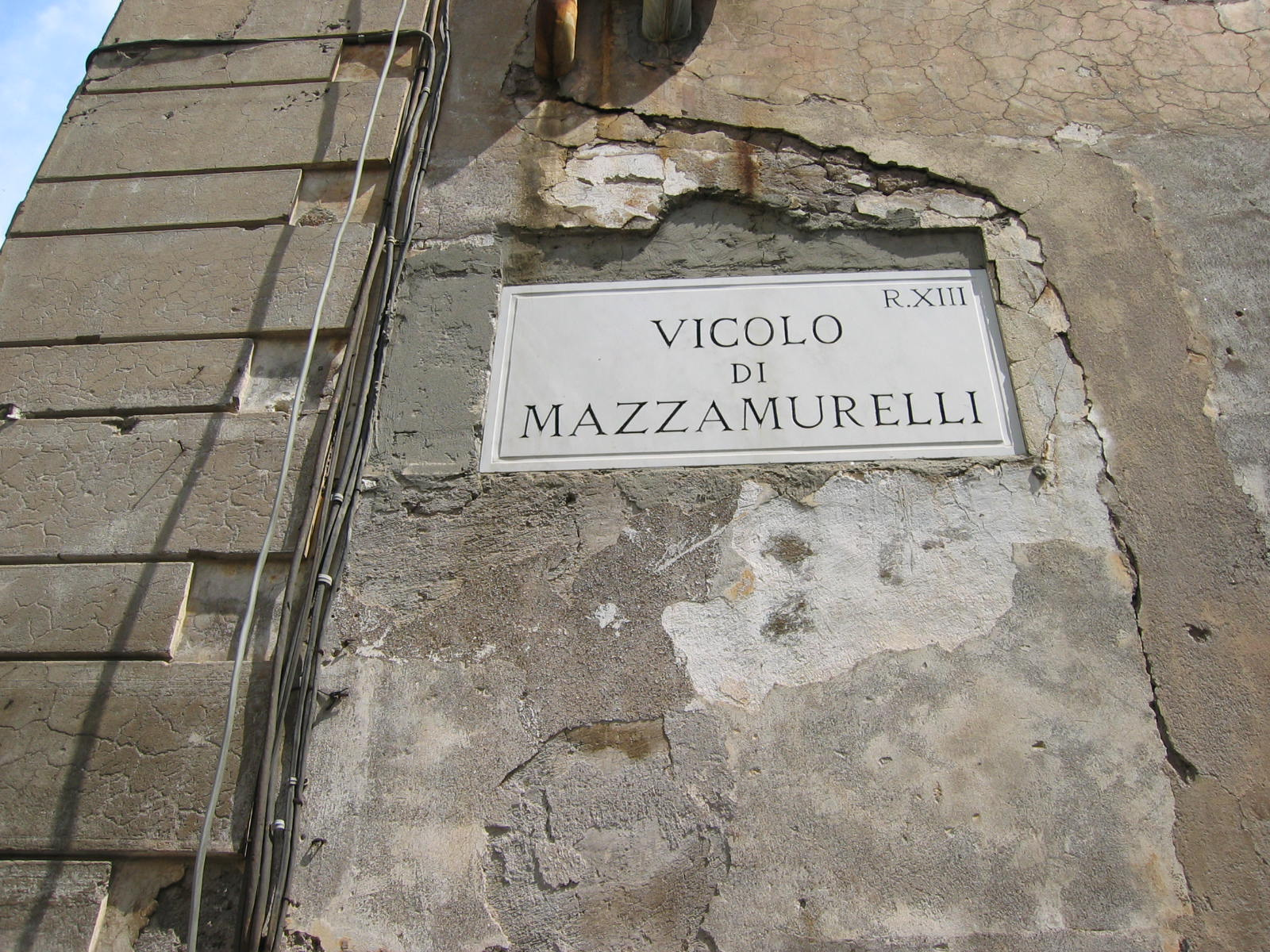
Vicolo di Mazzamurelli (romersk gatuskylt).

- Galleria Principe Amedeo di Savoia
- Vicolo del Quartiere
- Rampa della Quercia
- Via della Renella
- Vicolo della Renella
- Vicolo de' Renzi
- Via dei Riari
- Lungotevere Ripa
- Via Ripense
- Via Roma Libera
- Via P. Roselli
- Via G. Sacchi
- Via dei Salumi
- Vicolo di Sant'Agata
- Via di Santa Bonosa
- Via di San Calisto
- Via di Santa Cecilia
- Via di San Cosimato
- Via di San Crisogono
- Via di Santa Dorotea
- Via di San Francesco a Ripa
- Vicolo di San Francesco a Ripa
- Via di San Gallicano
- Vicolo di Santa Margherita
- Vicolo di Santa Maria in Cappella
- Vicolo di Santa Maria in Trastevere
- Via di San Michele
- Salita di Sant'Onofrio
- Via di Sant'Onofrio
- Vicolo di Sant'Onofrio
- Via di San Pietro in Montorio
- Vicolo di Santa Rufina
- Via G.C. Santini
- Via L. Santini
- Lungotevere R. Sanzio
- Via della Scala
- Vicolo della Scala
- Vicolo della Scalaccia
- Via T. Scarpetta
- Via Ulisse Seni
- Via della Settima Coorte
- Viale G. Spada
- Via degli Stefaneschi
- Via F. Sturbinetti
- Vicolo dei Tabacchi
- Scalea del Tamburino
- Via C. Tavolacci
- Via O. Tiburzi
- Via A. Tittoni
- Vicolo della Torre
- Viale di Trastevere
- Viale Trenta Aprile
- Viale R. Vagnozzi
- Via dei Vascellari
- Vicolo dei Vascellari
- Via G. Venezian
- Via Urbano VIII
- Viale Wern
- Via G. Zanazzo